# Preußer-Kaserne
Die Preußer-Kaserne der Bundeswehr befindet sich in Schleswig-Holstein in der Küstenstadt Eckernförde am Windebyer Noor im Stadtteil Grasholz. Die Kaserne wurde nach Ludwig Theodor Preußer benannt, einem schleswig-holsteinischen Unteroffizier, der im 19. Jahrhundert eine entscheidende Rolle im Gefecht bei Eckernförde spielte. Zunächst waren in der Garnison hauptsächlich Flugabwehrraketentruppen, später eine Radarführungsabteilung und Feldjäger untergebracht. Heute ist sie im Wesentlichen von Einheiten der Deutschen Marine belegt.

## Geschichte
Obwohl das Flugabwehrraketenbataillon 39 sich an seinem vorgesehenen Endstandort in Eckernförde bereits 1965 der Bevölkerung vorstellte, wurde mit dem Bau der zur Unterbringung des Verbandes notwendigen Kasernenanlage erst am 1. Juli 1969 begonnen. Die Truppenunterkunft entstand in unmittelbarer Nachbarschaft zur bereits bestehenden Kaserne Carlshöhe.
Das Bataillon hatte zu diesem Zeitpunkt bereits einige Umzüge und Umgliederungen hinter sich: am 1. Juli 1959 war es auf dem Fliegerhorst Goslar als Luftwaffenflugabwehrbataillon 48 aufgestellt worden. Im Juli 1961 wurde es zunächst nach Büchel (Eifel) in die Brauheck-Kaserne verlegt, bevor es im Mai 1962 nach Ulmen in die neue Eifel-Maar-Kaserne kam. Am 1. Juli 1965 wurde der Verband in Flugabwehrraketenbataillon 39 umbenannt. Am 16. und 17. April 1970 zog das Bataillon dann in Standorte nach Schleswig-Holstein um. Während die 1. und 4. Batterie in der neuen Kaserne in Süderbrarup Platz fanden, war die Preußer-Kaserne für die anderen Teile des Bataillons noch nicht bezugsfertig. Daher mussten der Stab, die Versorgungs- und Stabsbatterie, die Sanitätsstaffel sowie die 2./ und 3./Flugabwehrraketenbataillon 39 zunächst in der Briesen-Kaserne in Flensburg untergebracht werden. Am 1. Februar 1973 konnten aber auch diese Einheiten schließlich in Eckernförde ihren Endstandort beziehen. Die in der Preußer-Kaserne beheimatete 2. Batterie bezog ihre Stellung in Waabs (54° 31′ 26″ N, 9° 59′ 30″ O) und die 3. Batterie ihren Einsatzraum in Sehestedt (54° 21′ 54″ N, 9° 47′ 37″ O). Sie waren mit dem Waffensystem HAWK ausgerüstet. Für das Bataillon war eine Luftwaffensanitätsstaffel in der Kaserne stationiert.
Am 29. Mai 1975 fand die feierliche Namensgebung der Preußer-Kaserne statt.
Während der Schneekatastrophe 1978/1979 steckten in Eckernförde 107 Autofahrer fest, darunter auch 80 dänische Lastkraftwagenfahrer. Die Dänen wurden in der Preußer-Kaserne untergebracht und versorgt.
Am 1. April 1981 wurde die Fernmeldedienstgruppe 120/41 gebildet, die bis zu ihrer Auflösung am 30. September 1994 am Standort bestand.
Zum 1. Oktober 1989 wurde das Flugabwehrraketenbataillon in Flugabwehrraketengeschwader 39 umbenannt.
Das Feste Fernmeldezentrum der Bundeswehr 120/411 entstand am 1. Juli 1991, wurde jedoch zum 31. Dezember 1994 wieder aufgelöst.
Das Flugabwehrraketengeschwader 39 erfuhr zum 1. Januar 1993 eine weitere Umbenennung in Flugabwehrraketengruppe 39. Der Verband wurde schließlich 1994 an seinen neuen Standort in Stadum/Leck in die General-Thomsen-Kaserne verlegt.
Die damit leer stehende Kaserne bezog im April 1994 die Radarführungsabteilung 13. Ihre Wurzeln gingen auf die zum 1. Januar 1961 in Osnabrück gebildete Flugmeldeabteilung 341 zurück, deren Einsatzort die Radarstellung (CRC) in Brekendorf (54° 26′ 26″ N, 9° 39′ 40″ O) werden sollte. Am 12. September 1961 verlegte die Einheit nach Schleswig in die Kaserne Auf der Freiheit. Am 18. Januar 1962 gliederte sie zur III./Fernmelderegiment 34 um. Am 1. April 1963 wurde aus der Einheit die I./Fernmelderegiment 37. Zum 1. August 1969 erfolgte die Rückumbenennung in III./Fernmelderegiment 34. Am 18. März 1986 wurde die Einheit nach Rendsburg-Krummenort in die Hugo-Junkers-Kaserne verlegt. 1990 kam es dann zur Umgliederung in die Radarführungsabteilung 13. Mit der Entbindung des CRC Brekendorf vom Einsatzauftrag am 19. Dezember 2003 wurde zum 31. Dezember 2003 auch die Radarführungsabteilung 13 in der Preußer-Kaserne aufgelöst.
Die als 2./Feldjägerbataillon 710 am 1. April 1967 in der Wulf-Isebrand-Kaserne in Heide aufgestellte Einheit wurde 1972 in 2./Feldjägerbataillon 610 umbenannt, zunächst 1980 nach Kiel-Tannenberg verlegt, um schließlich am 1. Mai 1995 in die Preußer-Kaserne nach Eckernförde umzuziehen. Zum 1. April 1997 erfolgte die Umbenennung zur 4./Feldjägerbataillon 801, die bis zum 30. September 2002 hier verblieb. Am 1. Oktober 2002 wurde die 5./Feldjägerbataillon 151 in der Preußer-Kaserne aufgestellt, jedoch zum 31. März 2014 wieder aufgelöst.
Vom 1. April 2005 bis zum 30. September 2014 waren in der Preußer-Kaserne die Marineschutzkräfte mit Stab, der 1. und 3. Kompanie sowie dem Feldnachrichtenzug Marine beheimatet. Ab 10. Mai 2006 bis zur Auflösung des Gesamtverbandes am 30. September 2014 wurden außerdem in der Kaserne die MSK-Einsatzzüge 2, 3 und 4 stationiert.

## Diskussion um Schließung
Das Stationierungskonzept 2004 der Bundeswehr sah eine Reduzierung der Dienstposten in Eckernförde von 3.310 auf 2.910 vor. Damit blieb zwar der Standort insgesamt erhalten. Doch wurde ein Nutzungskonzept in Auftrag gegeben, das Anfang 2008 vorlag und die Schließung der Preußer-Kaserne vorsah. Die Marineschutzkräfte sollten bis 2012 in den Marinestützpunkt Eckernförde umziehen, für dessen Ausbau 70 Millionen Euro bereitgestellt wurden. Die weitere Entwicklung gestaltete sich jedoch anders: nach einer Reduzierung der Dienstposten in Eckernförde auf 2.800 sahen 2010 die Planungen bereits wieder 3.200 Bundeswehrangehörige am Standort zukünftig vor. Deshalb wurde die Verlegung der Marineschutzkräfte aus der Preußer-Kaserne in den Marinestützpunkt auf 2016 verschoben. Das Stationierungskonzept der Bundeswehr 2011 sicherte insbesondere den Verbleib einer Feldjägerkompanie und die Aufstellung eines Seebataillons anstelle der bisherigen Marineschutzkräfte. Dennoch wurde an der Aufgabe der Preußer-Kaserne bis zum 31. Dezember 2016 festgehalten. 2012 herrschte über den konkreten Umzugstermin der in der Preußer-Kaserne beheimateten Kräfte noch Unklarheit, im Mai 2013 wurde als Zeitpunkt nunmehr das Jahr 2017 genannt, da es Verzögerungen gegeben hatte. Im Dezember 2013 präsentierte die Stadt Eckernförde ein Wohnraumversorgungskonzept, das auf dem Gelände der Preußer-Kaserne nach 2016 die Schaffung von 150 Wohneinheiten andachte. Noch im September 2015 war der Verkauf der Preußer-Kaserne durch den Bund und der Umzug des Seebataillons geplant. Im Dezember 2015 aber informierte das Bundesverteidigungsministerium über die Verschiebung geplanter Standortschließungen im Zuge der Neuausrichtung der Bundeswehr. Auch die Preußer-Kaserne in Eckernförde fiel hierunter. Sie sollte nunmehr erst 2021 aufgegeben werden. Die Investitionen in den Marinestützpunkt Eckernförde wurden aber fortgesetzt, da das Seebataillon dennoch 2021 verlegt werden sollte. Im August 2017 wurde dann durch die damalige Bundesministerin der Verteidigung Ursula von der Leyen (CDU) bekannt gegeben, dass die Preußer-Kaserne nicht geschlossen wird. Infolge der Annexion der Krim 2014 und des Donbass-Krieges 2014 sowie des seit 2011 tobenden Bürgerkrieges in Syrien wurde auch das in der Preußer-Kaserne stationierte Seebataillon kräftemäßig erweitert. Anfang 2018 wurde deutlich, dass der Standort Eckernförde auf 4.000 Dienstposten wachsen solle.

## Aktuelle Stationierungen
Am 1. April 2014 entstand in der Preußer-Kaserne das Seebataillon der Bundesmarine. Stationiert sind neben dem Stab in der Kaserne auch die Aufklärungs-, die Unterstützungs- und die Küsteneinsatzkompanie.
Ebenfalls am 1. April 2014 wurde die 4./Feldjägerregiment 1 in der Preußer-Kaserne gebildet, die hier bis heute beheimatet ist.